# Фредерік Дельпла
Фредерік Дельпла (фр. Frédéric Delpla, нар. 9 листопада 1964, Крей, Франція) — французький фехтувальник на шпагах, олімпійський чемпіон 1988 року.

## Виступи на Олімпіадах
| Олімпіада | Дисципліна     | Місце |
| --------- | -------------- | ----- |
| Сеул 1988 | командна шпага | 1     |